# ニューヨーク市地下鉄の廃止駅一覧

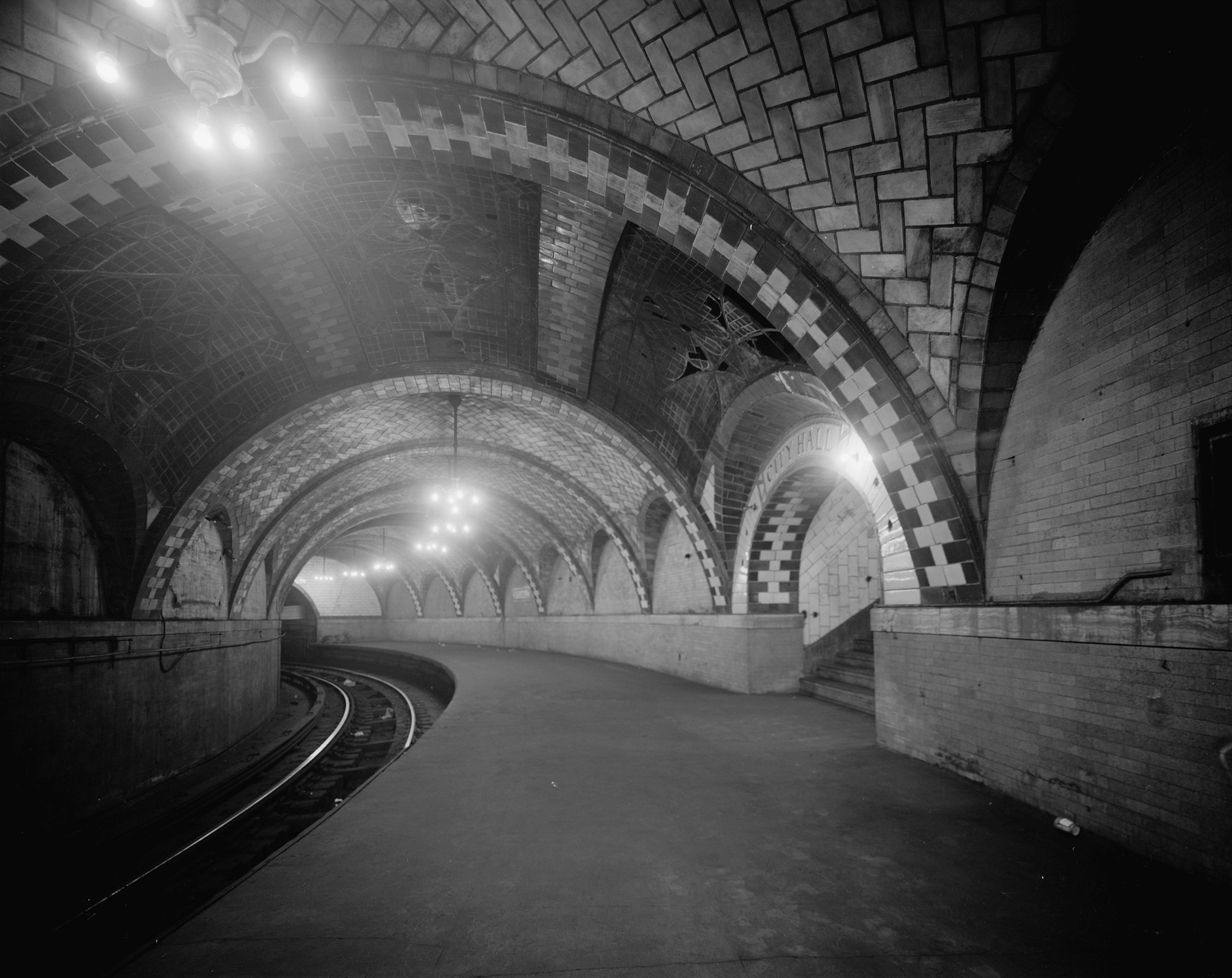
ニューヨーク市における最初の地下鉄路線の南側ターミナル駅であったシティ・ホール駅

ニューヨーク市地下鉄の廃止駅一覧（ニューヨークしちかてつのはいしえきいちらん）ではニューヨーク市地下鉄における廃止駅を以下に列挙する。ただし、廃線に含まれる駅については現存するもののみを記述する。廃線の解体済みの駅についてはこちらから各路線のページに飛びそちらを参照すること。

## 廃止されたが解体されていない駅
以下は廃止されているが解体されていない駅である。なお、このリストには閉鎖ホームのある現在も営業している駅は含まれていない。
| 駅名                                    | ディビジョン | 路線                       | 区             | 開業日         | 廃止日         | 元停車系統 | 備考 |
| --------------------------------------- | ------------ | -------------------------- | -------------- | -------------- | -------------- | ---------- | --- |
| 18丁目駅                                | A (IRT)      | レキシントン・アベニュー線 | マンハッタン区 | 1904年10月27日 | 1948年11月8日  |            | 23丁目駅 - 14丁目-ユニオン・スクエア駅間。開業時点で既に両隣の駅との駅間距離が短かったが、両隣の駅のホーム延長が決定打となり廃止。 |
| 91丁目駅                                | A (IRT)      | ブロードウェイ-7番街線     | マンハッタン区 | 1904年10月27日 | 1959年2月2日   |            | 96丁目駅 - 86丁目駅間。96丁目駅のホーム延長により駅間距離が短くなり廃止。 |
| アンダーソン-ジェローム・アベニュース駅 | A (IRT)      | 9番街線                    | ブロンクス区   | 1918年7月1日   | 1958年8月31日  |            | セジウィック・アベニュー駅 - ジェローム・アベニュー線167丁目駅間。9番街線の廃止に伴い廃止。 |
| シティ・ホール駅                        | A (IRT)      | レキシントン・アベニュー線 | マンハッタン区 | 1904年10月27日 | 1945年12月31日 |            | ブルックリン・ブリッジ-シティ・ホール駅南側のラケット型ループ線にある駅。ブルックリン・ブリッジ-シティ・ホール駅に近い、乗客が少ない、曲線上のためホームの延長ができないなど問題点だらけのため廃止。アメリカ合衆国国家歴史登録財登録。 |
| コート・ストリート駅                    | B (IND)      | フルトン・ストリート線     | ブルックリン区 | 1936年4月9日   | 1946年6月1日   |            | ホイト-スカーマーホーン・ストリーツ駅北隣駅。乗客が少なく他駅が近いため廃止。現在はニューヨーク交通博物館の一部として使用中。 |
| マートル・アベニュー駅                  | B (BMT)      | 4番街線                    | ブルックリン区 | 1915年6月22日  | 1956年7月      |            | ディカルブ・アベニュー駅 - キャナル・ストリート駅間。ディカルブ・アベニュー駅の駅構内配線変更に伴い廃止。南行ホームは解体済み。 |
| セジウィック・アベニュー駅              | A (IRT)      | 9番街線                    | ブロンクス区   | 1918年7月1日   | 1958年8月31日  |            | 155丁目駅 - アンダーソン-ジェローム・アベニュース駅間。9番街線の廃止に伴い廃止。 |
| サウス・フェリー駅                      | A (IRT)      | レキシントン・アベニュー線 | マンハッタン区 | 1905年7月10日  | 1977年2月13日  |            | ボウリング・グリーン駅南側ラケット型ループ線内側ホーム。乗客が少ない、停車列車に特殊な制限あり、ボウリング・グリーン駅に近いなどの理由で廃止。                                                                                         |
| サウス・フェリー駅                      | A (IRT)      | ブロードウェイ-7番街線     | マンハッタン区 | 1918年7月1日   | 2017年6月27日  |            | レクター・ストリート駅南側ラケット型ループ線外側ホーム。新駅開業のため廃止。 |
| ワース・ストリート駅                    | A (IRT)      | レキシントン・アベニュー線 | マンハッタン区 | 1904年10月27日 | 1962年9月1日   |            | キャナル・ストリート駅 - ブルックリン・ブリッジ-シティ・ホール駅間。ブルックリン・ブリッジ-シティ・ホール駅のホーム延長に伴う駅間距離短縮により廃止。                                                                                  |

## 閉鎖されたホームのある営業中の駅
以下は営業中であるが閉鎖されたホームのある駅である。なお、リストの開業・廃止日は当該ホームの供用開始・閉鎖日、路線は当該ホームの属していた路線を表記する。
| 駅名                                          | ディビジョン | 路線                           | 区             | 開業日         | 廃止日        | 元停車系統                | 備考 |
| --------------------------------------------- | ------------ | ------------------------------ | -------------- | -------------- | ------------- | ------------------------- | --- |
| 9番街駅                                       | B (BMT)      | カルバー線                     | ブルックリン区 | 1919年3月16日  | 1975年5月10日 |                           | 9番街駅下層階ホーム。BMTカルバー線のホームであったがカルバー線廃止に伴い閉鎖。 |
| 14丁目-ユニオン・スクエア駅                   | A (IRT)      | レキシントン・アベニュー線     | マンハッタン区 | 1904年10月27日 |               |                           | 南北緩行線外側の単式ホーム (有効長5両)。列車の10両への編成延長、新型車は両側の扉を同時に開くことができなくなり急行線列車との対面乗換が可能な島式ホーム側の扉扱いに伴う単式ホーム側締切により閉鎖。 |
| 42丁目-ポート・オーソリティ・バスターミナル駅 | B (IND)      | 8番街線                        | マンハッタン区 | 1932年9月10日  | 1981年3月     |                           | 下層階ホーム。1981年のアケダクト競馬場駅行き臨時列車の運行終了に伴い閉鎖。2000年代にIRTフラッシング線延伸工事の為に一部取り壊し。                                                                  |
| 59丁目-コロンバス・サークル駅                 | B (IND)      | 8番街線                        | マンハッタン区 | 1932年9月10日  | 1981年        |                           | 南北急行線間の島式ホーム。乗降分離を行うために設置されたが新型車は両側の扉を同時に開くことができなくなったため閉鎖。現在はIRTブロードウェイ-7番街線ホームへの連絡通路として使用中。                |
| 96丁目駅                                      | A (IRT)      | ブロードウェイ-7番街線         | マンハッタン区 | 1904年10月27日 | 2010年4月5日  |                           | 南北緩行線外側の単式ホーム (有効長5両)。列車の10両への編成延長、新型車は両側の扉を同時に開くことができなくなり急行線列車との対面乗換が可能な島式ホーム側の扉扱いに伴う単式ホーム側締切により閉鎖。 |
| アトランティック・アベニュー駅                | B (BMT)      | フルトン・ストリート高架線     | ブルックリン区 | 1889年7月4日   | 1956年4月26日 | BMT13系統                 | 3面6線の駅。西側のホームはBMTカナーシー線が使用中、中央と東側のホームはフルトン・ストリート高架線廃止に伴い閉鎖。中央のホームは現存し東側ホームは一部を除き解体済み。                              |
| バーゲン・ストリート駅                        | B (IND)      | カルバー線                     | ブルックリン区 | 1933年3月20日  | 1976年        |                           | 下層階急行線ホーム。急行線通過列車の廃止に伴い閉鎖。 |
| ブリーカー・ストリート駅                      | A (IRT)      | レキシントン・アベニュー線     | マンハッタン区 | 1957年         | 2012年3月26日 |                           | 北行ホーム。1950年代有効長10両対応工事時に北側に延長。2012年にブロードウェイ-ラファイエット・ストリート駅への連絡通路建設のため南側にホームを延長し北側延長区間は閉鎖。                            |
| バワリー駅                                    | B (BMT)      | ナッソー・ストリート線         | マンハッタン区 | 1913年8月4日   | 2004年10月    |                           | 旧北行緩行線・急行線島式ホーム。急行線廃止に伴い北行緩行線が旧南行急行線を使用するようになり閉鎖。                                                                                                 |
| ボウリング・グリーン駅                        | A (IRT)      | レキシントン・アベニュー線     | マンハッタン区 | 1905年7月10日  | 1977年2月13日 |                           | 西側島式ホーム (有効長3両)。当駅 - サウス・フェリー駅間のボウリング・グリーン-サウス・フェリー・シャトル廃止に伴い閉鎖。                                                                           |
| ブロードウェイ駅                              | B (BMT)      | マートル・アベニュー線         | ブルックリン区 | 1888年6月25日  | 1969年10月4日 |                           | 上層階ホーム。BMTマートル・アベニュー線セントラル・アベニュー駅以南廃止に伴い閉鎖。 |
| ブルックリン・ブリッジ-シティ・ホール駅       | A (IRT)      | レキシントン・アベニュー線     | マンハッタン区 | 1904年10月27日 |               |                           | 南北緩行線外側の単式ホーム (有効長5両)。列車の10両への編成延長、新型車は両側の扉を同時に開くことができなくなり急行線列車との対面乗換が可能な島式ホーム側の扉扱いに伴う単式ホーム側締切により閉鎖。 |
| キャナル・ストリート駅                        | B (BMT)      | ナッソー・ストリート線         | マンハッタン区 | 1913年8月4日   | 2004年10月    |                           | 旧北行緩行線・急行線島式ホーム。急行線廃止に伴い北行緩行線が旧南行急行線を使用するようになり閉鎖。                                                                                                 |
| チェンバーズ・ストリート駅                    | B (BMT)      | ナッソー・ストリート線         | マンハッタン区 | 1913年8月4日   |               |                           | 南北緩行線外側単式ホームおよび南行到着線・北行出発線間島式ホーム。南行緩行線側単式ホームはほぼ解体済み。北行緩行線側単式ホームと中央島式ホームは現存。                                             |
| ディカルブ・アベニュー駅                      | B (BMT)      | 4番街線                        | ブルックリン区 | 1915年6月22日  | 1960年        |                           | 島式ホーム。開業当時は湾曲していたが後の配線変更の際に直線化。この時湾曲部が閉鎖 |
| 東180丁目駅                                   | A (IRT)      | ダイアー・アベニュー線         | ブロンクス区   | 1941年5月15日  |               |                           | 旧ニューヨーク・ウェストチェスター・アンド・ボストン鉄道島式ホーム。ダイアー・アベニュー線列車がIRTホワイト・プレーンズ・ロード線へ乗り入れるようになり閉鎖。                                      |
| ガン・ヒル・ロード駅                          | A (IRT)      | 3番街線                        | ブロンクス区   | 1920年10月4日  | 1973年4月28日 | ニューヨーク市地下鉄8系統 | 下層階島式ホーム。3番街線廃止に伴い1973年4月28日閉鎖。2004年から2006年にかけての駅改築の一環として下層階は解体された。                                                                             |
| ホイト-スカーマーホーン・ストリーツ駅         | B (IND)      | フルトン・ストリート線         | ブルックリン区 | 1936年4月9日   | 1946年6月1日  |                           | 南北急行線外側島式ホーム。コート・ストリート駅方面廃止に伴い閉鎖。 |
| ホイト-スカーマーホーン・ストリーツ駅         | B (IND)      | フルトン・ストリート線         | ブルックリン区 | 1959年9月      | 1981年3月     |                           | 南北急行線外側島式ホーム。アケダクト競馬場駅行き臨時列車運行のため使用を再開したが運行終了に伴い再度閉鎖。                                                                                         |
| メッツ-ウィレッツ・ポイント駅                 | A (IRT)      | フラッシング線                 | クイーンズ区   | 1927年5月7日   |               |                           | 南行緩行線臨時ホーム北側。有効長11両以上の部分は閉鎖。 |
| クイーンズボロ・プラザ駅                      | A (IRT)      | 2番街線                        | クイーンズ区   | 1917年7月23日  | 1942年6月13日 |                           | 上層ホーム北端。2番街線廃止に伴い閉鎖・解体。残りの部分はIRTフラッシング線とBMTアストリア線が使用中。                                                                                              |
| レクター・ストリート駅                        | B (BMT)      | ブロードウェイ線               | マンハッタン区 | 1918年1月5日   |               |                           | 北行ホーム南端。残りの部分は使用中。 |
| ヴァン・コートラント・パーク-242丁目駅        | A (IRT)      | ブロードウェイ-7番街線         | ブロンクス区   | 1908年8月1日   |               |                           | 1・4番線外側ホーム (有効長5両)。列車の10両への編成延長に伴い閉鎖。 |
| ウェイクフィールド-241丁目駅                  | A (IRT)      | ホワイト・プレーンズ・ロード線 | ブロンクス区   | 1920年12月13日 |               |                           | 2・3番線外側ホーム (有効長5両)。列車の10両への編成延長に伴い閉鎖。 |
| ウッドローン駅                                | A (IRT)      | ジェローム・アベニュー線       | ブロンクス区   | 1918年4月15日  |               |                           | 1・2番線外側ホーム (有効長5両)。列車の10両への編成延長に伴い閉鎖。 |

## 未成駅
以下は建設が行われたが開業しなかった駅である。なお、リストの路線は未成駅の所属する予定であった路線を表記する。
| 駅名                                          | ディビジョン | 路線                                                       | 区             | 備考 |
| --------------------------------------------- | ------------ | ---------------------------------------------------------- | -------------- | --- |
| ブロードウェイ駅                              | B (IND)      | ワース・ストリート線                                       | ブルックリン区 | 上層階に島式ホーム4面と線路6線（ホイト-スカーマーホーン・ストリーツ駅に似た構造）を通す予定で一部分のみ建設。ワース・ストリート線自体が未成線となり完成せず。下層階はINDクロスタウン線が使用中。                                                                                               |
| シティ・ホール駅                              | B (BMT)      | ブロードウェイ線                                           | マンハッタン区 | 下層階に島式ホーム2面と線路3線を建設。本来は急行列車がこのホームを使用する予定であったが、手前のキャナル・ストリート駅より急行線がマンハッタン橋方面に向かうように計画変更。これに伴い一度も使用されることなく閉鎖。上層階はブロードウェイ線緩行線が使用しており下層階は列車の留置等に使用中。 |
| イースト・ブロードウェイ駅                    | B (IND)      | ワース・ストリート線                                       | マンハッタン区 | 上層階に相対式ホーム2面と線路2線を通す予定でスペースを確保。ワース・ストリート線自体が未成線となり建設は行われず。下層階はIND6番街線が使用しており上層階の一部はIND6番街線ホームへの中二階として使用中。                                                                                       |
| ジャクソン・ハイツ-ルーズベルト・アベニュー駅 | B (IND)      | ウィンフィールド・シュプール線、クイーンズ・ブールバード線 | クイーンズ区   | 上層階に島式ホーム1面（有効長8両）と線路2線を通す予定でホームを建設。内装のタイル張りや空白の看板も設置されているが線路・信号機は建設されていない。下層階はクイーンズ・ブールバード線が使用しておりホームは従業員用施設として使用中。                                                          |
| ネヴィンズ・ストリート駅                      | A (IRT)      | フルトン・ストリート線、4番街線での暫定サービス            | ブルックリン区 | 下層階にIRT路線の仮拡張線を通す予定で単式ホーム1面と線路1線を一部分のみ建設。停車予定であった列車は現在のINDフルトン・ストリート線とBMT4番街線。上層階はIRTイースタン・パークウェイ線が使用中。                                                                                                |
| 2番街駅                                       | B (IND)      | 2番街線                                                    | マンハッタン区 | 上層階に単式ホーム2面と島式ホーム1面、線路4線（34丁目-ペン・ステーション駅に似た構造）を通す予定でスペースを確保。2番街線は現在も建設が順次行われているが当駅では計画変更により確保されたスペースと別の位置を使用することになり未成駅化。下層階はIND6番街線が使用中。                          |
| ユーティカ・アベニュー駅                      | B (IND)      | ユーティカ・アベニュー線                                   | ブルックリン区 | 上層階に島式ホーム2面と線路4線を通す予定で一部分のみ建設。ユーティカ・アベニュー線自体が未成線となり完成せず。下層階はINDフルトン・ストリート線が使用中。 |

## 解体された駅
以下は廃止され解体された駅である。なお、リストには現役路線の駅および廃止された支線の駅を記載する。廃線の駅および部分的に廃止された路線の廃線区間の駅についてはこちらから各路線のページに飛びそちらを参照すること。 
| 駅名                         | ディビジョン | 路線                           | 区             | 開業日         | 廃止日         | 備考 |
| ---------------------------- | ------------ | ------------------------------ | -------------- | -------------- | -------------- | --- |
| 180丁目-ブロンクス・パーク駅 | A (IRT)      | ホワイト・プレーンズ・ロード線 | ブロンクス区   | 1904年11月26日 | 1959年8月4日   | ホワイト・プレーンズ・ロード線の開業当初の北側ターミナル駅。延伸時途中駅化する予定であったが経路変更により支線化。ウェスト・ファームズ・スクエア-イースト・トレモント・アベニュー駅北側の本線合流部の平面交差解消の際に当駅方面は需要が少なかったためそのまま廃止。 |
| 221丁目駅                    | A (IRT)      | ブロードウェイ-7番街線         | マンハッタン区 | 1906年3月12日  | 1907年1月14日  | ブロードウェイ-7番街線157丁目駅 - 当駅間の延伸開業時の北側ターミナル駅。マーブル・ヒル-225丁目駅への延伸に伴い開業後僅か10ヶ月で廃止。 |
| ディーン・ストリート駅       | B (BMT)      | フランクリン・アベニュー線     | ブルックリン区 | 1896年8月15日  | 1995年9月10日  | フランクリン・アベニュー駅 - パーク・プレイス駅間。乗客が少なく隣駅との駅間距離も短いことからフランクリン・アベニュー線改良工事の際にそのまま廃止。 |
| パーク・アベニュー駅         | B (BMT)      | ジャマイカ線                   | ブルックリン区 | 1888年6月25日  | 1916年6月5日   | マートル・アベニュー駅 - フラッシング・アベニュー駅間。両隣の駅との駅間距離が短かったことからデュアル・コントラクツに基づくジャマイカ線改良工事の際にそのまま廃止。                                                                                                 |
| 万博駅                       | B (IND)      | 万博線                         | クイーンズ区   | 1939年4月22日  | 1940年10月28日 | 1939年のニューヨーク万国博覧会の会場へのアクセスのためにINDクイーンズ・ブールバード線の支線として建設された万博線のターミナル駅として開業。路線の性質上万博線は万国博覧会終了後に廃止されそれに伴い当駅も廃止。                                                     |

## 営業を再開した駅
以下は正式に閉鎖され、その後少なくとも1年以内に営業を再開した駅である。なお、路線・駅の計画的な改修のために1年以内閉鎖された駅は含まない。
アメリカ同時多発テロ後はリストに記載しているコートランド・ストリート駅以外にもロウアー・マンハッタンで閉鎖された駅が存在する。それらの駅についてはアメリカ同時多発テロ事件後の封鎖と中止を参照すること。

### 復旧のため
以下は計画外の理由により完全に再建された駅である。
| 駅名                         | ディビジョン | 路線                           | 区             | 廃止日         | 再開日                                                | 備考 |
| ---------------------------- | ------------ | ------------------------------ | -------------- | -------------- | ----------------------------------------------------- | --- |
| コートランド・ストリート駅   | B (BMT)      | ブロードウェイ線               | マンハッタン区 | 2001年9月11日  | 2002年9月15日                                         | アメリカ同時多発テロに伴う駅構内崩落の影響で閉鎖。復旧工事の後営業再開。 |
| コートランド・ストリート駅   | B (BMT)      | ブロードウェイ線               | マンハッタン区 | 2005年8月20日  | 2009年11月25日 (北行ホーム) 2011年9月6日 (南行ホーム) | ニューヨーク・ニュージャージー港湾公社の要請によるデイ・ストリート連絡通路建設のため再度閉鎖。その後工事の進展により北行ホーム、南行ホームの順に営業再開。                                                                                            |
| コートランド・ストリート駅   | A (IRT)      | ブロードウェイ-7番街線         | マンハッタン区 | 2001年9月11日  | 2018年9月8日                                          | アメリカ同時多発テロにおいて標的となったワールド・トレード・センター直下に位置していたためビル崩落の影響を大きく受け閉鎖。ワールド・トレード・センター跡地の再開発に併せて再建工事を実施。その後2018年9月8日に駅名をWTCコートランド駅に改め営業再開。 |
| インターベール・アベニュー駅 | A (IRT)      | ホワイト・プレーンズ・ロード線 | ブロンクス区   | 1989年3月15日  | 1992年4月21日                                         | 強盗犯（未遂）の当時木製であった駅舎への放火により損傷を受け閉鎖。プロスペクト・アベニュー駅が近接していることから一度は廃止も検討されたが、地元住民の反対で再建工事が行われ営業再開。                                                                |
| サウス・フェリー駅 (新駅)    | A (IRT)      | ブロードウェイ-7番街線         | マンハッタン区 | 2012年10月28日 | 2017年6月27日                                         | 2012年10月にニューヨーク市へ直撃したハリケーン・サンディの影響で構内が浸水し閉鎖。再建工事中はループ線外側ホームを使用。再建工事終了後営業再開。 |

### 改装工事のため
以下は改装工事のために1年以上閉鎖された駅である。
| 駅名                       | ディビジョン | 路線           | 区             | 廃止日                                                 | 再開日        | 備考                                                                                                 |
| -------------------------- | ------------ | -------------- | -------------- | ------------------------------------------------------ | ------------- | --- |
| アケダクト競馬場駅         | B (IND)      | ロッカウェイ線 | クイーンズ区   | 2011年4月28日                                          | 2013年8月13日 | リゾート・ワールド・カジノ・ニューヨークの建設ならびに駅からカジノへのアクセスルート建設のため閉鎖。 |
| スミス・ストリート-9丁目駅 | B (IND)      | カルバー線     | ブルックリン区 | 2011年1月18日 (北行F系統) 2011年6月20日 (その他全列車) | 2013年4月26日 | カルバー高架線改修ならびに駅の全面改装のため閉鎖。                                                   |

### その他の理由
以下は改装等を目的とせず完全な廃駅としてかなりの期間閉鎖されていたが、なんらかの理由により営業を再開した駅である。
| 駅名                                    | ディビジョン | 路線                       | 区             | 廃止日        | 再開日         | 備考 |
| --------------------------------------- | ------------ | -------------------------- | -------------- | ------------- | -------------- | --- |
| ディーン・ストリート駅                  | B (BMT)      | フランクリン・アベニュー線 | ブルックリン区 | 1899年        | 1901年10月28日 | 乗客が少ないことから一度廃止されたが地元住民等の抗議により営業再開。その後また乗客の少なさを理由に廃止され解体。                   |
| サウス・フェリー駅 (ループ線外側ホーム) | A (IRT)      | ブロードウェイ-7番街線     | マンハッタン区 | 2009年3月16日 | 2013年4月4日   | 新駅が開業したため廃止。その後新駅がハリケーン・サンディの影響で浸水し閉鎖されたため営業再開。新駅の再建終了後役目を終え再度廃止。 |